# Jacques Van Melkebeke
Jacques Van Melkebeke, belgijski slikar, novinar, pisatelj in stripar, * 12. december 1904, Bruselj † 8. junij 1983, Bruselj
Bil je prvi glavni urednik revije Tintin, za katero je anonimno napisal številne scenarije in članke.
Kot Hergéjev prijatelj je Van Melkebeke na uradni način sodeloval pri razvoju nekaterih zgodb Tintina in njegovih pustolovščin, kjer je dodal številne kulturne omembe. Prav tako naj bi prispeval k določenim elementom iz serije Blake in Mortimer, čeprav je Edgar P. Jacobs temu dejstvu oporekal. Osebnost Van Melkebekeja je bila eden glavnih virov navdiha za lik v seriji Blake in Mortimere z imenom Filip Angus Mortimer.

## Kariera
Van Melkebeke, ki se je rodil v Bruslju, je bil otroški prijatelj Edgarja Jacobsa in Jacquesa Laudyja. Svoja dvajseta leta je preživel v sledenju likovnega slikarstva.
Med nemško okupacijo Belgije med drugo svetovno vojno je bil Van Melkebeke odgovoren za glavne članke v Le Soir Jeunessu, otroškem dodatku dnevnega časopisa Le Soir. V tem obdobju, ko se je prvič srečal s Hergéjem, je v Le Soirju tekel tudi Van Melkebekeov strip Les Nouvelles Aventures du Baron de Crac. Kot sam slikar likovne umetnosti je Van Melkebeke spodbudil Hergéjevo lastno zanimanje za umetnost in ga predstavil svetovnim likovnim likom tistega časa. Van Melkebeke je naslikal Hergejev portret, ki je dolga desetletja visel v njegovem domu.
Van Melkebeke je s Hergéjem napisal dve Tintinovi drami, ki sta bili uprizorjeni od leta 1941 do 1942: Tintin v Indiji: Skrivnost modrega diamanta in Izginotje gospoda Boullocka.
Čeprav je v prvi vrsti pisal kulturne članke, je po vojni položaj Van Melkebekeja v Le Soir Jeunessu leta 1945 povzročil sodbo o kolaboraciji in spodbujanju rasnega sovraštva. Ta sum "incivizma" je Van Melkebekeu preprečil nadaljevanje redne kariere v novinarstvu; na primer, potem ko je Van Melkebeke leta 1946 postal prvi urednik revije Tintin, je bil takoj prisiljen odstopiti.
Od tega trenutka je Van Melkebeke delal pod psevdonimom George Jacquet ali kot duhopisec, pri projektih, kot so Tintin, Laudyjev strip Hassan et Kaddour in Corentin Paula Cuvelierja.
Sredi petdesetih let je Van Melkebeke sodeloval pri novem otroškem stripu z naslovom Les Farces de l'Empereur za Ons Volkske/Chez Nous.
Leta 1954 je Van Melkebeke Hergéju predlagal zamisel, da bi Tintina postavil v Tibet (1958–1960), na kar bi lahko vplivalo dejstvo, da je tja postavil predstavo Izginotje gospoda Boullocka.
Van Melkebeke je kot potegavščina nekoč napisal ponarejeno pismo reviji Tintin, v katerem je zahteval, da se odstrani žalitev kapitana Haddocka - "Pnevmotoraks". (Pnevmotoraks je zdravstveno stanje, ki ga povzroči sesedanje pljuč znotraj prsnega koša). Pismo naj bi bilo od očeta, čigar fant je bil velik oboževalec Tintina, a tudi bolnik tuberkuloze, ki je doživel sesedanje pljuč. Po pismu sodeč je bil deček pretresen, da se je njegov najljubši strip norčeval iz njegovega lastnega stanja. Hergé je napisal opravičilo in besedo umaknil iz stripa.
Van Melkebeke je poznejša leta preživel na področju likovnega slikarstva.

## Zasebno življenje
Van Melkebekejeva hči Chantal, učiteljica, je žena japonskega filmskega kritika in akademskega raziskovalca Shigehika Hasumija. Identificiral se je kot ateist.

## Nastopi v Tintinu
Ko je Hergé začel sodelovati z drugimi kolaboratorji, kot je bil Jacobs, je njihov prispevek naznanil tako, da je v svoje stripe vključil njihove mini vloge. Vedno nasmejan Van Melkebeke se tako pojavlja v Tintinovih zgodbah, kot so:
- Samorogova skrivnost (1943) – stran 2, 14. okvirček, kjer pregleduje knjigo, ko nekdo zakliče, da mu kradejo kovček
- Tintin v Kongu  (1946, barvna verzija) – stran 1, 1. okvirček, kot eden izmed novinarjev, ki se poslavljajo od Tintina na njegovi pustolovščini
- Otokarjevo žezlo (1947) – stran 59, 6. okvirček, ko Tintin postane vitez
- Sedem kristalnih krogel (1948) – stran 57, 2. okvirček, v ozadju, ko se general Alkazar vkrcava na parnik v pristanišču Saint-Nazaire